# Центральное политическое управление
Центральное политическое управление (итал. casellario politico centrale) — спецслужба, орган внутренней безопасности Италии, существовавший в 1894—1969 годах.
Была создана в 1894 году (циркуляры Генерального директората полиции Королевства Италии 5116 от 05.25.1894 и 6329 от 16.08.1894) с целью систематически отслеживать так называемые «подрывные элементы», а также безработных и бродяг (к которым нередко причисляли, например, бродячих актеров) в интересах порядка и общественной безопасности.
Создание спецслужбы было одной из мер установления политического контроля за первыми национальными организациями итальянского пролетариата. Инструкции Управления предусматривали ведение реестра «подрывных элеменнтов» с указанием в досье их биографических данных и политической ориентации, в частности, выделялись категории «анархисты», «социалисты-анархисты», «социалисты» и «республиканцы».
Ряд досье, собранных Управлением, восходят ко времени до его создания, но редко содержат данные ранее 1880 года. До прихода к власти фашистов в 1922 году Управление сформировало досье примерно на 40 тысяч человек, преимущественно социалистов (включая досье на Бенито Муссолини, который в молодости состоял в социалистической партии), анархистов и республиканцев, и, начиная с 1921 года, коммунистов.
Во время фашизма Управление было расширено и укреплено, особенно после принятия свода законов об общественной безопасности в 1926 году и создания в 1931 году OVRA — органа для борьбы с антифашистами. В период фашизма Управление составило досье более чем на 110 тысяч человек.
Архивы Управления, которые хранятся в Центральном государственном  архиве содержат данные около 152 тысяч человек, из которых по крайней мере одна треть относится к антифашистам.
После Второй мировой войны Управление было перепрофилировано и занималось в основном делами бывших фашистов, анархистов, социалистов и коммунистов. В 1969 году было ликвидировано.